# 獵金遊戲
《獵金遊戲》（英語：A Gilded Game，或記作《獵金·遊戲》）是一部2025年中国大陆和香港合拍犯罪劇情片，由寰宇及尚乘数科出品，邱禮濤执导，刘德华、林小強、蔡志坚监制，刘德华、歐豪领衔主演，倪妮特别出演，蒋梦婕、黃奕、鄭則仕、劉以豪主演。電影在2022年製作期間曾名為《東方華爾街》。
電影於2025年5月1日在中国大陆上映。

## 剧情
金融高材生高寒（歐豪 飾）前往藍石當實習生，並被派往當张托德（劉德華 飾）的助手，一開始的高寒不被托德看好，後因高寒憑著聰明的腦袋，成功獲得托德的信任，同時，高寒的表現亦引起藍石集團的高層李海倫（黃奕 飾）的注意。海倫邀約高寒共享午飯，同時亦要求他欺騙托德簽下通過假帳的文件，高寒為了升職，只好照樣做。高寒以為因此便可以飛黃騰達，但卻發現實情是被利用收購好友楚峰（劉以豪 飾）的公司卓能集團，更間接害死楚峰的父親楚志宏（張晨光 飾），同時亦被海倫分化和女友徐晓慧（蒋梦婕 飾）的感情，高寒心灰意冷之下，打算跳樓自殺，但请求托德帮忙救下卓能。托德答应高寒，两人协助楚峰通过造市，迫使海倫利用蓝石争抢卓能股份来获得控股权，实现涨停后，旋即宣布楚峰组建新公司并转移走卓能原有技术骨干，造空卓能股价使蓝石蒙受损失。之后高寒三人一同向证监会自首揭发海倫和麦克策划谋害卓能的内幕交易。最终相关众人收到应有的判罚。

## 角色
| 演員   | 角色   | 介紹 |
| 刘德华 | 张托德 | 藍石集團項目經理、首席分析师，高寒的上司兼師傅，被高寒出賣後辭職 安娜的舊情人，後復合 李海倫、麥克之天敵 喜歡喝酒，隨身帶著酒壺 離職藍石後在香港自立門戶 後和高寒、楚峰合作對付李海倫 于片尾交代因操縱市場被依法判处有期徒刑六個月，缓刑3年       |
| 歐豪   | 高寒   | 金融高材生，藍石集團實習生，後成為項目經理，最終辭職 张托德的下屬兼徒弟 在李海倫的誘惑下出賣张托德及楚峰，後在一次喝醉的意外下和李海倫發生關係 徐晓慧之男友，後分手，於片尾暗示有復合的可能 于片尾交代因操縱市場被依法判处有期徒刑六個月，缓刑3年 |
| 倪妮   | 安娜   | Anna 酒吧駐唱歌手 张托德的舊情人，最終復合 |
| 蒋梦婕 | 徐晓慧 | 晓慧 高寒的女友，因收到李海倫寄來出軌證據而分手，在片尾暗示有復合的可能 |
| 黃奕   | 李海伦 | Helen 藍石集團行政總裁 引誘高寒出賣张托德、楚峰 高寒後期的上司，並在一次喝醉的意外下和她發生關係 张托德之天敵 麥克的上司，與其勾結對付张托德 于片尾交代因涉及多個內幕交易、操縱市場被依法判处有期徒刑七年                                         |
| 鄭則仕 | 麦克   | Mike 藍石集團投資部經理 张托德之天敵 針對高寒 李海伦下屬，與其勾結對付张托德 于片尾交代因涉及多個內幕交易、操縱市場被依法判处有期徒刑五年八個月                                                                                                   |
| 劉以豪 | 楚峰   | 卓能集團董事兼代主席 楚志宏的兒子 高寒的大學同學兼好友，因楚志宏的死而反目，後和好 後和张托德、高寒合作對付李海倫 于片尾交代因內幕交易、操縱市場被依法判处有期徒刑四年五個月                                                                      |
| 張晨光 | 楚志宏 | 卓能集團主席 楚峰的父親 高寒的世伯，利用自己的關係替其進入藍石做實習生 後因被李海倫利用的高寒刺激至心臟病發身亡 |
| 田麗   | 马娜   | 幸福狗的老闆 被藍石邀請合作 羞辱高寒，威逼高寒把狗糧吃光才願意簽合約，但完事卻沒有簽約 |
| 麥長青 | 韓英才 | 韓總 藍石的合作對象 要求张托德、高寒造假以保持合作 |

## 歌曲
| 曲別   | 歌名               | 作曲   | 作詞   | 演唱者                 |
| ------ | ------------------ | ------ | ------ | ---------------------- |
| 主題曲 | 《反鬥歴史轉地球》 | 江港生 | 劉德華 | 劉德華、張子楓、杜卡妮 |

## 製作
據2022年6月13日的報導，名為《東方華爾街》的電影由邱禮濤執導及編劇，劉德華、歐豪等演員主演，片方同時宣布即將拍攝。電影同年10月21日開機拍攝；11月24日殺青。
電影2025年在中國大陸定檔時，片名從《東方華爾街》更改為《獵金遊戲》。

## 備註
1. ↑  粵語原曲爲《倒轉地球》，爲國語版本。

## 外部連結
- 豆瓣电影上《獵金遊戲》的資料 （简体中文）
- 互联网电影数据库（IMDb）上《獵金遊戲》的资料（英文）